# Curso de Controle de Distúrbios Civis (CCDC)
Curso de Controle de Distúrbios Civis (CCDC) ou como é mais conhecido CHOQUE é um curso tático para operadores de segurança pública. O curso é um dos mais importantes ofertados pelas corporações onde os policiais são o que tem - se de melhor e ajustados com as melhores técnicas. Pode - se aplicar a lei de forma integral, garantindo a ordem pública.

## Objetivo do Curso
O curso visa treinar e preparar os profissionais de Segurança Pública para atuarem na área de controle de tumulto, de multidão, praças esportivas, intervenção em sistema penitenciário, então é um curso onde a parte física, psicológica é muito exigida. Visa também atuar nas mais diversas situações de alto risco, como o emprego da tropa em rebeliões e revistas prisionais, em distúrbio de manifestações violentas e em atos que atentem contra a ordem social.